# Sh2-306
Sh2-306 è una nebulosa a emissione visibile nella costellazione della Poppa.
Si trova nella parte nordoccidentale della costellazione, circa 11° a ESE di Sirio, la stella più brillante del cielo notturno; appare come una nube estesa e molto debole, al punto che occorrono strumenti semiprofessionali per poterla individuare. Il periodo più adatto per la sua osservazione nel cielo serale è compreso fra i mesi di dicembre e aprile e la sua declinazione meridionale fa sì che sia osservabile con più facilità dalle regioni australi.
Si tratta di un'estesa e debole regione H II posta sul bordo più meridionale e più caldo di una grande superbolla nota come GS234-02; questa struttura si sarebbe originata a seguito dell'esplosione di alcune decine di supernovae, favorendo i fenomeni di formazione stellare nelle nubi molecolari accumulate sui suoi bordi, fra le quali la stessa Sh2-306. La nube è ionizzata da una gigante blu di classe spettrale O9.5III catalogata come SLS 467, che appare di magnitudine 11,14; a questa si aggiungono probabilmente altre stelle di classe O e B poste nelle vicinanze.